# Rosie the Riveter
Rosie the Riveter (på dansk 'Nitteren Rosie') er et kulturelt ikon i USA som symbol på de amerikanske kvinder, der arbejdede som fabriksarbejdere under anden verdenskrig. Mange af kvinderne arbejdede på fabrikker, der producerede direkte til krigsindsatsen i form af våben og ammunition. Mange af disse kvinder tog under krigen helt nye jobs, hvor de afløste mændene, der gjorde militærtjeneste.
Rosie the Riveter er ofte brugt som et symbol på feminisme og kvinders økonomiske uafhængighed.

## Historie
Navnet "Rosie the Riveter" blev første gang anvendt i 1942 i en sang skrevet af Redd Evans og John Jacob Loeb. Sangen blev indspillet af flere forskellige artister, herunder den populære big band-leder Kay Kyser, der fik et hit i USA med sangen.
Sangen portrætterer "Rosie" som den ihærdige arbejder ved samlebåndet, der giver sit bidrag til den amerikanske krigsindsats. Navnet anses at være et kælenavn for Rosie Bonavitas, der arbejdede ved den amerikanske flyproducent Convair i San Diego i Californien.
Udover Rosie Bonavitas, der dannede inspiration for sangen om Rosie, er flere andre kvinder forbundet med den "rigtige" Rosie, heriblandt fabriksarbejdersken Rose Will Monroe, der medvirkede i en propagandafilm.
På trods af, at kvinder tog arbejde i mandsdominerede brancher under anden verdenskrig, var det forventet, at de efter krigen ville tage tilbage til det huslige arbejde, når mændene kom hjem fra fronten. De statslige kampagner for at få kvinderne på arbejdsmarkedet var alene rettet mod hjemmegående kvinder, formentlig fordi kvinder, der allerede var på arbejdsmarkedet, forventedes selv at kunne finde ud af at tage bedre betalte jobs. I en reklame rettet mod kvinder stilledes spørgsmålet: "Kan De anvende en elektrisk håndmikser? Så kan De også betjene en boremaskine" Propaganda blev også rettet mod kvindernes mænd, da mange anså det for upassende, at kvinderne tog jobs på fabrikkerne.
Mange kvinder valgte at tage jobs i rustningsindustrien. Ved krigens ophør valgte mange at gå tilbage til mere traditionelle kvindejobs, som sekretær eller andre administrative stillinger, men en del af kvinderne fortsatte med arbejdet på fabrikkerne.
I 1944 arbejdede 1,7 millioner ugifte mænd i alderen 20-34 år i den amerikanske forsvarsindustri, hvorimod der arbejdede 4,1 millioner ugifte kvinder. Begrebet "Rosie the Riveter" reflekterede et billede af, at kvinderne hovedsagelig arbejdede som svejsere og nittere i industrien, men flertallet af kvinderne havde dog andre jobs end fabriksarbejdersker, og kvinderne besad stillinger indenfor alle sektorer af økonomien. Det afgørende var imidlertid, at kvinderne for sig selv - og over for samfundet - beviste, at de uden problemer kunne bestride et "mandejob". Afro-amerikanske kvinder var blandt de mest berørte af behovet for kvindelige arbejdere. Det er blevet anført, at arbejdskraftbehovet, der fik sorte og hvide amerikanere til at arbejde side om side på fabrikkerne, var en medvirkende faktor til at barriererne mellem sort og hvid blev nedbrudt og ledte til en anerkendelse på tværs af raceskel.
På trods af at kvinderne i vidt omfang havde "mandejobs", var der dog fortsat forskel i lønnen. Den gennemsnitlige mandlige industriarbejder havde en ugeløn på $54,65, hvorimod kvindernes ugeløn blot udgjorde $31,50.

## Plakater

### Saturday Evening Post
Magasinet Saturday Evening Post bragte den 29. maj 1943 på forsiden en illustration af Norman Rockwell af en amerikansk fabriksarbejderske. Saturday Eveing Post blev trykt i store oplag og billedet blev distribueret bredt. Billedet viste en stor muskuløs kvinde, der spiste sin frokost med en nittepistol i skødet, mens hun hvilede fødderne på et eksemplar af Hitler's Mein Kampf. På hendes madkasse stod "Rosie" og læserne forbandt hurtigt Rockwells billede med "Rosie the Riveter" fra tidens populære sang. Rockwell, der var datidens bedst kendte amerikanske illustrator, havde søgt at placere modellen i en positur lig profeten Esajas som malet i 1509 af Michelangelo i loftet på det Sixtinske Kapel. Modellen var den 19-årige Mary Doyle fra Vermont, der var telefonist og ikke nitter. Rockwell malede "Rosie" som en større kvinde end modellen, hvilket han siden undskyldte overfor hende. The Post's forsidebillede blev voldsomt populært, og magasinet udlånte billedet til U.S. Treasury Department under krigen med det formål at bruge billedet i bestræbelserne for at sælge krigsobligationer.
Efter krigens afslutning blev Rockwells "Rosie" benyttet mere og mere sjældent som følge af en nidkær håndtering af ophavsrettighederne til maleriet af Norman Rockwells arvinger. I 2002 blev det originale maleri solgt på Sotheby's for næsten $5 million. I juni 2009 købte Crystal Bridges Museum of American Art i Bentonville i Arkansas maleriet fra en privat samler for at indlemme det i museets permanente udstilling.

### Westinghouse plakat
I 1942 blev illustratoren J. Howard Miller antaget af Westinghouse Company's War Production Coordinating Committee til at tegne en serie plakater til styrkelse af krigsindsatsen. En af de plakater, som Miller tegnede var den i dag berømte "We Can Do It!", der siden også blev kaldt "Rosie the Riveter", selvom plakaten aldrig blev omtalt sådan under krigen. Miller anses at have baseret sin "We Can Do It!"-plakat på et pressefoto fra United Press International med motiv af fabriksarbejdersken, Geraldine Hoff fra Ann Arbor i Michigan, den dengang var 17 år og kortvarigt havde arbejdet ved en stansemaskine.
Formålet med plakaten var at holde produktionen oppe ved at højne moralen, ikke at rekruttere flere kvindelige arbejdere. Plakaten blev alene vist til ansatte ved Westinghouse i Midtvesten i en to-ugers periode i februar 1943, hvorefter plakaten forsvandt fra offentligheden i knap 40 år. Det var først i begyndelsen af 1980'erne, at plakaten blev genopdaget, hvorefter plakaten blev forbundet med feminisme og ofte fejlagtigt kaldet "Rosie The Riveter".

## Eksterne links
- Wikimedia Commons har flere filer relateret til Rosie the Riveter
- Library of Congress Webcast
- Rosie the Riveter World War II / Home Front National Historical Park
- Rosie the Riveter at History Channel's website.
- Regional Oral History Office / Rosie the Riveter / WWII American Homefront Project
- American Rosie the Riveter Association
- A Real-Life "Rosie the Riveter"
- Another Real-Life "Rosie" from the Library of Congress' image set
- The Life and Times of Rosie the Riveter movie Arkiveret 17. marts 2021 hos  Wayback Machine
- Oral history interview with Audrey Lyons, a "real life" Rosie, who worked in the Brooklyn shipyard during WWII Arkiveret 11. december 2012 hos  hos Archive.is from the Veterans History Project at Central Connecticut State University
- Oral history interview with Mary Doyle Keefe, who modeled for Norman Rockwell's "Rosie the Riveter" painting Arkiveret 10. december 2012 hos  hos Archive.is from the Veterans History Project at Central Connecticut State University